# Vicente Bejarano
Pour les articles homonymes, voir Bejarano.
Vicente Bejarano Herrera, plus connu sous le nom de « Vicente Bejarano », né le 24 octobre 1972 à La Puebla del Río (Espagne, province de Séville), est un matador espagnol.

## Présentation et carrière
Resté pratiquement anonyme jusqu'à son alternative qu'il a prise le 15 août 1996 à Séville des mains de Pepe Luis Vázquez, avec pour témoin, Fernando Cepeda, il a particulièrement brillé ce jour-là, mais il n'a reçu qu'une ovation et aucun trophée. Sa confirmation d'alternative  s'est déroulée dans des conditions analogues, le 15 mai 1999 à Madrid  devant le taureaux Ciclón de l'élevage de José Luis Pereda, avec pour parrain José Luis Moreno et pour témoin José Ignacio Uceda Leal.
En France, il fait ses débuts aux côtés de Richard Milian et de Francisco José Porras, à Aignan dans le Gers, face à des taureaux de l'élevage El Sierro le 23 avril 2000.
Après une carrière honorable, il apparaît actuellement dans très peu de cartels. En 2008, il était à la place 179 de l'escalafón.